# Battling Levinsky
Barney Lebrowitz, conocido como Battling Levinsky (Filadelfia, Estados Unidos, 10 de junio de 1891 - 12 de febrero de 1949), fue un boxeador estadounidense que ostentó el título de campeón mundial de peso mediopesado. Fue ingresado al Salón Internacional de la Fama del Boxeo en el año 2000.

## Trayectoria
Inició su carrera profesional en el año 1909 con el seudónimo de Barney Williams, y para 1913 empezó a ser conocido como Battling Williams. El 24 de octubre de 1916 derrotó a Jack Dillon por el título mundial de peso mediopesado en Boston, Massachusetts, y perdió el cetro el 12 de octubre de 1920 ante Georges Carpentier en Jersey City. El 13 de enero de 1922 retó al campeón nacional de los Estados Unidos Gene Tunney en Nueva York, pero el resultado le fue desfavorable tras doce asaltos.
Se retiró en el año 1930, con un récord profesional de 289 peleas, aunque se estima que totalizó más de 300 combates. Contra Jack Dillon peleó en diez ocasiones, y sus rivales también incluyeron a Jack Dempsey, con quien perdió en 1918 por nocaut, así como Tommy Gibbons, Harry Greb y Young Stribling. Sus entrenadores fueron Dan Morgan (1913-1922) y Al Lippe (1926-1929).